# Leitfossil

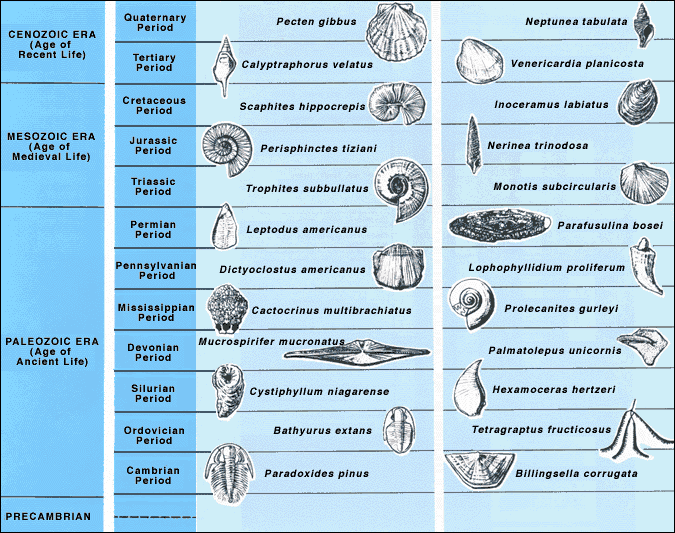
Beispiele für Leitfossilien

Leitfossilien (Orthostratigraphen) sind Fossilien, anhand derer man die relative Altersbestimmung verschiedener Gesteinsschichten vornehmen kann. Findet man das gleiche Leitfossil in Sedimentgestein von verschiedenen Orten der Erde, so sind die Gesteine annähernd gleich alt. Diese Art der Altersbestimmung wird Biostratigraphie genannt. 

## Anforderungen an Leitfossilien
Ein ideales Leitfossil erfüllt folgende Bedingungen:
- Die relevanten Merkmale der Art dürfen nur kurze Zeit existiert haben, um eine möglichst präzise Datierung zu ermöglichen.
- Die Art sollte in möglichst unterschiedlichen Lebensräumen existiert haben und damit in möglichst vielen unterschiedlichen Gesteinsfazies zu finden sein.
- Die Fossilien müssen geographisch weit verbreitet sein, sodass auch weit entfernte Schichten miteinander verglichen werden können.
- Die Fossilien müssen leicht und eindeutig bestimmbar sein.
- Die Fossilien müssen in hoher Anzahl vorkommen.

Je weniger diese Anforderungen erfüllt werden, desto geringer ist der Nutzen als Leitfossil.

## Beispiele
Leitfossilien für das Kambrium sind hauptsächlich Trilobiten, für Ordovizium und Silur meistens Graptolithen und vom Devon bis zur Kreidezeit stellen die Ammonoideen die meisten Leitfossilien. In känozoischen Schichten werden oft fossile Foraminiferen und Ostracoden benutzt, um die Faunenfolge in verfeinertem Maßstab zu bestimmen (Mikrofossilien).
Für die Datierung der im Zusammenhang mit der Stammesgeschichte des Menschen besonders interessanten afrikanischen Fundstellen aus dem Pliozän und dem frühen Pleistozän spielen Schweine-Fossilien eine wichtige Rolle. Vor allem die 3. Molaren der Buschschweine und der Riesenwaldschweine haben sich in den vergangenen vier Millionen Jahren von breit-niedrig zu hochkronig-schmal verändert, weswegen ihr Bau ein verlässlicher Hinweis auf ihr Alter ist.

## Im übertragenen Sinne
Der Begriff wird im übertragenen Sinne auf Typen vorzeitlicher Keramik verwendet, deren benachbarte Fundplätze eine Kulturprovinz abbilden.